# Dawn Fraser
Dawn Fraser, MBE (Balmain, 4 de setembro de 1937) é uma ex-nadadora australiana.
Foi recordista mundial dos 100 metros livres entre fevereiro e março de 1956, entre agosto e outubro de 1956, e entre dezembro de 1956 e abril de 1971.
Ela foi nomeada "Australiano do Ano" em 1964, foi condecorada como membro da Ordem do Império Britânico em 1967 e nomeada Oficial da Ordem da Austrália (AO) em 1998.
Ao ganhar o ouro olímpico na prova de 100 m livre dos jogos de 1956 (Melbourne), 1960 (Roma) e 1964 (Tóquio), tornou-se a primeira tri-campeã nesta categoria.